# Rata de sorra diürna
La rata de sorra diürna (Psammomys obesus) és una espècie de rosegador de la família dels múrids. Té una distribució discontínua que abasta Algèria, l'Aràbia Saudita, Egipte, Israel, Jordània, Líbia, el Marroc, Mauritània, Síria, el Sudan i Tunísia. Es tracta d'un animal majoritàriament diürn. Els seus hàbitats naturals són les zones rocoses, els herbassars, els semideserts i els deserts que tinguin matolls suculents. És una espècie en risc mínim, és a dir, no sembla que hi hagi cap amenaça significativa per a la seva supervivència.